# Dark Funeral (album)
Dark Funeral je EP švedskog black metal-sastava Dark Funeral. Diskografska kuća Hellspawn Records objavila ga je 4. svibnja 1994.

## Pozadina
EP je snimljen u siječnju 1994. u studiju Unisound u Örebru. Producirao i miksao ga je Dan Swanö. Masterirao ga je Peter In de Betou u studiju Cutting Room. Prema Davidu "Blackmoon" Parlandu, snimanje je bilo "nevjerojatno brzo", nikada se nije tako brzo radilo u studiju. Dark Funeral objavljen je 4. svibnja 1994. Istog dana sastav je svirao svoj prvi nastup u Luse Lottesu u Oslu.
EP je ponovno objavljen na kompilaciji In the Sign.... Na ovom izdanju također su se pojavile obrade sastava Bathory "Equimanthorn" i "Call from the Grave", koje su se pojavile na albumu In Conspiracy with Satan – A Tribute to Bathory iz 1998. EP je također objavljen kao split s Blackmoonovom skupinom Infernal preko Hammerheart Recordsa.

## Popis pjesama
| 1.    | »Open the Gates«            | Lord Ahriman, Blackmoon | Lord Ahriman, Blackmoon | 4:34 |
| 2.    | »Shadows over Transylvania« | Lord Ahriman, Blackmoon | Lord Ahriman, Blackmoon | 4:23 |
| 3.    | »My Dark Desires«           | Themgoroth, Blackmoon   | Blackmoon               | 3:53 |
| 4.    | »In the Sign of the Horns«  | Lord Ahriman, Blackmoon | Lord Ahriman, Blackmoon | 3:44 |
| 16:34 |                             |                         |                         |      |

| Bonus pjesme na izdanju In the Sign... | Bonus pjesme na izdanju In the Sign...   | Bonus pjesme na izdanju In the Sign... | Bonus pjesme na izdanju In the Sign... | Bonus pjesme na izdanju In the Sign... | Bonus pjesme na izdanju In the Sign... | Bonus pjesme na izdanju In the Sign... | Bonus pjesme na izdanju In the Sign... | Bonus pjesme na izdanju In the Sign... | Bonus pjesme na izdanju In the Sign... |
| Br.                                    | Skladba                                  | Tekstopisac                            | Skladatelj                             | Trajanje                               |                                        |                                        |                                        |                                        |                                        |
| -------------------------------------- | ---------------------------------------- | -------------------------------------- | -------------------------------------- | -------------------------------------- | -------------------------------------- | -------------------------------------- | -------------------------------------- | -------------------------------------- | -------------------------------------- |
| 5.                                     | »Equimanthorn« (obrada Bathoryja)        | Quorthon                               | Quorthon                               | 3:21                                   |                                        |                                        |                                        |                                        |                                        |
| 6.                                     | »Call from the Grave« (obrada Bathoryja) | Quorthon                               | Quorthon                               | 4:38                                   |                                        |                                        |                                        |                                        |                                        |
| 24:33                                  |                                          |                                        |                                        |                                        |                                        |                                        |                                        |                                        |                                        |

## Recenzije
Alex Henderson iz stranice AllMusic opisao je pjesme kao jednako brze, brutalne i melodične, a vrišteće vokale kao jednodimenzionalne. Pjesme su vrlo slične jedna drugoj i album je prilično predvidljivo.

## Zasluge
| Dark Funeral - Themgoroth – vokal, bas-gitara - Lord Ahriman – gitara, naslovnica albuma, grafički dizajn - Blackmoon – gitara, naslovnica albuma, grafički dizajn - Draugen – bubnjevi | Ostalo osoblje - Peter In de Betou – mastering - Ted Necroslaughter – naslovnica albuma, grafički dizajn - Rikard Berling – fotografije - Dan Swanö – produkcija, inženjer zvuka, miks |